# 大原羑子
大原 羑子（おおはら ゆうこ　”ゆうこ”の”ゆう”は、”美しい”の上部分の下に”久”、1943年3月22日生まれ）は、ファッションブランド「燐 Rin」のパタンナーを務める。

## 略歴
- 1995年9月　「貝殻の標本～死装束の展覧会」（東京　文芸坐ル・ピリエ）「私は死んでも好きな服が着たい」この考えをもとに記憶の抜け殻としての服（死装束）を発表。コンセプチュアル・アートとして様々な物議と反響を得る。
- 1998年 千葉　国立歴史民俗博物館にて「死装束を用意するということ」講演。
- 1999年6月　「ファッションコラボレート・BIRTH」（福岡西鉄ホールプロデュース）帽子デザイナー、田中重子氏とのコラボレート・ファッションショーに洋服パタンナーとして参加。
- 1999年6月　ファッションブランド「燐～Rin」パタンナーに。
- 1999年12月　貝殻の標本がNHKドキュメントにっぽんにおいて「旅立ちはドレスで」というドキュメンタリー番組となり、多大な反響を得る。